# Nationaldagsbakelse

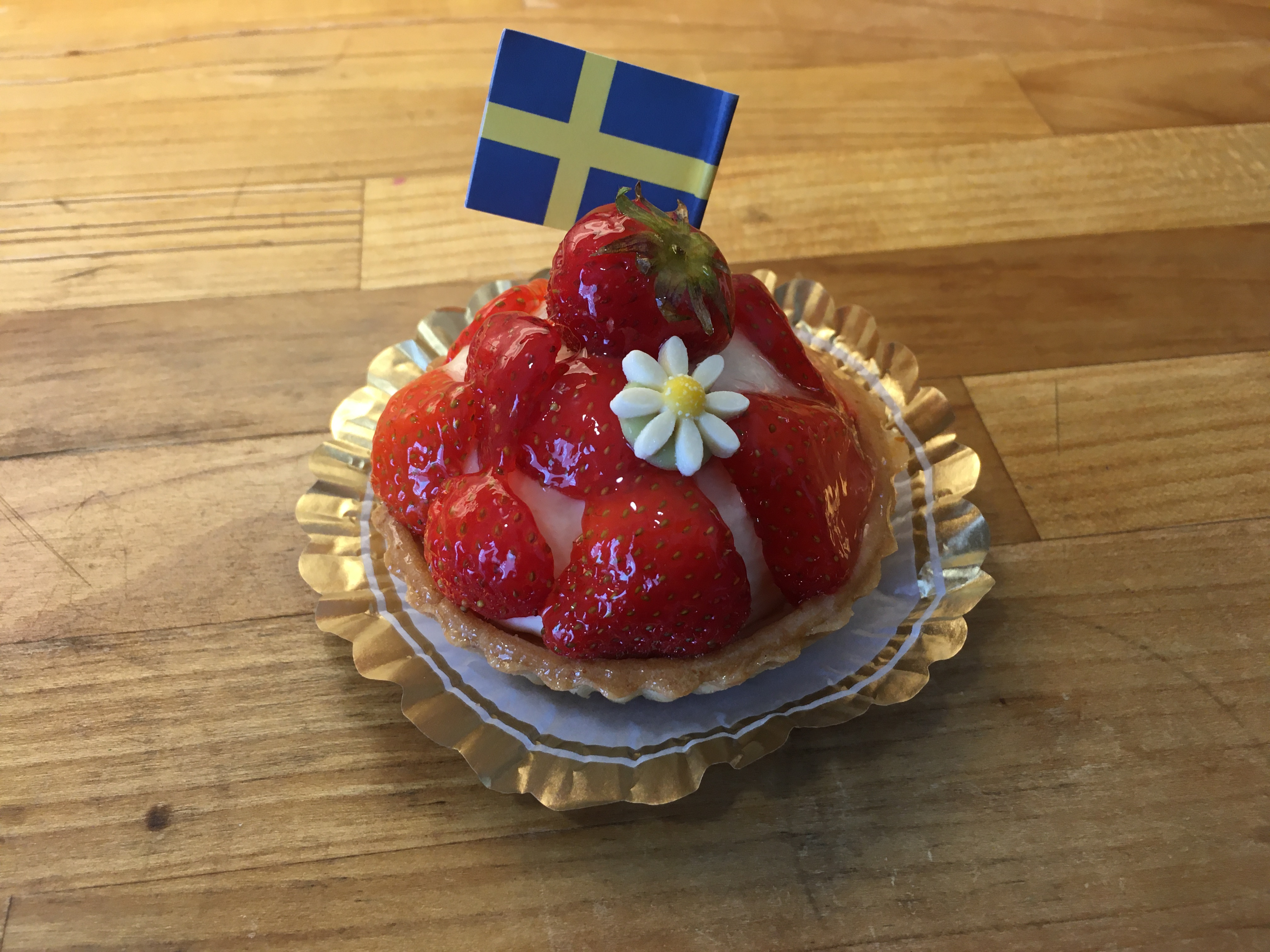
En nationaldagsbakelse.

Nationaldagsbakelse är en bakelse med mazarinbotten toppad av jordgubbar, citronmeliss och en svensk flagga.
Helena Bergsmark, på Café Gateau i Stockholm, vann med detta bidrag en tävling som utlystes av Fruktrådet 1994 för att få fram en bakelse särskilt för Sveriges nationaldag.
Nationaldagsbakelsen ska inte förväxlas med Sverigebakelsen, som introducerades 1984 efter en tävling initierad av Arla. Den senare var ett gräddigt bakverk som skulle påminna om "den snöiga Nord", vilket inte fick något större folkligt genomslag.